# 日天
日天（にちてん、にってん、サンスクリット語: सूर्य、Sūrya、音写：蘇利耶、修利、修野など、またĀditya、音写: 阿弥怛とも）は、仏教における天部の一人で、十二天の一人。

## 概要
元はバラモン教の神であったが、後に仏教に取り入れられた。
正しくは日天子で日天はその略称。宝意天子、宝光天子などの異名もある。太陽（日輪）を神格化した神で観世音菩薩の変化身の一つともされる。太陽を宮殿とし、その中に住すという。
象形については、二臂像で八頭立ての馬車に乗る。持持については経典によりさまざまである。ジャヤ・ビジャヤの2神を后とし、七曜・流星などを眷属とする。両界曼荼羅や十二天の一人として信仰され、単独で信仰されることはほとんどない。